# 橘幸
橘 幸（たちばな こう、12月3日 - ）は、宝塚歌劇団雪組の男役。
岐阜県多治見市、名古屋女子大学高校出身。身長167cm。愛称「たっちー」。

## 来歴
2008年、宝塚音楽学校入学。
2010年、宝塚歌劇団に96期生 として入団。月組公演『THE SCARLET PIMPERNEL（スカーレット・ピンパーネル）』で初舞台。その後、雪組に配属。

## 主な舞台

### 初舞台
2010年4 - 5月、月組『THE SCARLET PIMPERNEL（スカーレット・ピンパーネル）』（宝塚大劇場のみ）

### 雪組時代
2010年6 - 9月、『ロジェ』、『ロック・オン！』
2011年1 - 3月、『ロミオとジュリエット』
2011年4 - 5月、『黒い瞳』『ロック・オン！』（全国ツアー）
2011年7月、『灼熱の彼方』（宝塚バウホール）
2011年9 - 11月、『仮面の男』新人公演:ラウル（本役:彩凪翔）『ROYAL STRAIGHT FLASH!!』
2012年1月、『インフィニティ』（宝塚バウホール）
2012年3 - 5月、『ドン・カルロス』新人公演:アルフォンソ（本役:真那春人）『Shining Rhythm!』
2012年7 - 8月、『双曲線上のカルテ』（宝塚バウホール、日本青年館）ウンガロ
2012年10 - 12月、『JIN-仁-』雪沢氏永、新人公演:澤村 田之助（本役:帆風 成海）『GOLD SPARK!-この一瞬を永遠に-』
2013年2月、『若き日の唄は忘れじ』石目四郎太『Shining Rhythm!』
2013年4 - 7月、『ベルサイユのばら-フェルゼン編-』新人公演:ブイエ将軍（本役:箙かおる）
2013年8 - 9月、『春雷』（宝塚バウホール）侍従
2013年11 - 2014年2月『Shall we ダンス？』ダンス教室の生徒、新人公演:アーカム（本役:香綾しずる）『CONGRATULATIONS 宝塚!!』
2014年3月、『ベルサイユのばら-オスカルとアンドレ編-』（全国ツアー）ドランド
2014年6 - 8月、『一夢庵風流紀　前田慶次』新人公演:四井主馬（本役:彩凪翔）『My Dream TAKARAZUKA』
2014年10月、『伯爵令嬢』（日生劇場）ロベール
2015年1 - 3月、『ルパン三世-王妃の首飾りを追え！-』新人公演:ミラボー（本役:煌羽レオ）『ファンシー・ガイ！』
2015年5 - 6月、『アル・カポネ-スカーフェイスに秘められた真実-』（梅田芸術劇場、TBS赤坂ACTシアター）サム・ジアンカーナ
2015年7 - 10月、『星逢一夜』瓜田彦三郎、新人公演:猪飼秋定（本役;彩凪翔）『La Esmeralda（ラ エスメラルダ）』
2015年11 - 12月、『哀しみのコルドバ』ロメオ/アルフォンソ『La Esmeralda（ラ エスメラルダ）』
2016年2 - 5月、『るろうに剣心』岸田、新人公演:武田観柳（本役:彩凪翔）
2016年6 - 7月、『ドン・ジュアン』（KAAT神奈川芸術劇場、梅田芸術劇場）セビリア市長
2016年10- -12月、『私立探偵ケイレブ・ハント』新人公演:マクシミリアン（本役:月城かなと）『Greatest HITS!』
2017年4 - 7月、『幕末太陽傳』長嶺内蔵太『Dramatic "S"!』
2017年8 - 9月、『琥珀色の雨にぬれて』アルベール『"D"ramatic S!』
2017年11 - 2018年2月、『ひかりふる路（みち）〜革命家、マクシミリアン・ロベスピエール〜』コロー・デルボワ、モーリス・デュプレ『SUPER VOYAGER!-希望の海へ-』
2018年3 - 4月、『義経妖狐夢幻桜（よしつねようこむげんざくら）』（宝塚バウホール）カゲトキ
2018年6 - 9月、『凱旋門』バーテン『Gato Bonito!!』
2018年11 - 2019年2月、『ファントム』パパン
2019年3 - 4月、『20世紀号に乗って』（東急シアターオーブ）タップ
2019年5 - 9月、『壬生義士伝』原田左之助『Music Revolution!』
2019年10 - 11月、『はばたけ黄金の翼よ』チェーザレ『Music Revolution!』
2020年1- -3月、『ONCE UPON A TIME IN AMERICA（ワンス アポン ア タイム アメリカ）』ファット・モー
2020年9 - 10月、『NOW!ZOOM ME!!』
2021年1 - 4月、『fff-フォルティッシッシモ-』ナポレオンの副官『シルクロード〜盗賊と宝石〜』
2021年6月、『ヴェネチアの紋章』イブラヒム『ル・ポァゾン　愛の媚薬Ⅱ』
2021年8 - 11月、『CITY HUNTER』教授『Fire Fever!』